# Can Marroig
Can Marroig är en park i Spanien.   Den ligger i regionen Balearerna, i den östra delen av landet, 500 km öster om huvudstaden Madrid. Can Marroig ligger 2 meter över havet.
Terrängen runt Can Marroig är platt. Havet är nära Can Marroig åt nordväst.  Närmaste större samhälle är Sant Ferran de ses Roques, 5,6 km öster om Can Marroig. Trakten runt Can Marroig består till största delen av jordbruksmark.